# The Men from the Boys
The Men From The Boys (en español, Los hombres de los muchachos) es una obra teatral de 2002 del dramaturgo Mart Crowley. La pieza es una secuela de la producción Off-Broadway de The Boys in the Band, En este caso,The Men From The Boys se desarrolla en un apartamento de la ciudad de Nueva York, donde un grupo de amigos acaba de llegar del entierro de un amigo, ceremonia fúnebre de la que esperaban mucho más.

## Trama
El argumento sigue la vida de los personajes de The Boys in the Band, pero 35 años después. Esta vez el grupo se reúne nuevamente, pero para el funeral de Larry, quien acaba de morir de cáncer de páncreas. Una vez más, vuelven a visitar aquel mismo apartamento de Manhattan, donde transcurría la primera obra, y allí comienzan a conversar y discutir. El diálogo y la historia son transmitidos en «tiempo real». Y los nuevos personajes incluyen a Scott, un hombre muy joven que está saliendo con Michael,  a quien el grupo no recibe de buena manera; razón por la cual, Michael  se lanza enojado, en defensa de Scott, y le grita al nuevo personaje de Jason, un «ruidoso joven activista gay», quien estuvo involucrado sentimentalmente con el fallecido Larry. Emory y Harold, por su parte, se enredan en ciertas discusiones, mientras que los personajes más tranquilos y no combativos incluyen a Donald, Bernard y Rick, un enfermero que había estado albergando sentimientos de amor por el desaparecido Larry. Entre otros detalles curiosos, tres de los personajes asisten a las reuniones de Alcohólicos Anónimos .

## Creación
La obra fue escrita por Mart Crowley, famoso por haber escrito The Boys in the Band, una pieza teatral totalmente pionera para su tiempo, que retrataba de una manera franca los puntos de vista y las vidas de los gays en un momento de gran represión, justo antes del comienzo de la aceptación cultural de los derechos de la comunidad LGBT, lo que ocurriría mucho más allá de la década de los años 1960. Crowley declaró que siempre había rechazado los pedidos de escribir una secuela, hasta que sintió que había pasado el suficiente tiempo para saber lo que probablemente les habría ocurrido a los personajes de la primera parte. Fue su primera obra teatral, desde Avec Schmaltz de 1984. La partitura musical original fue compuesta por Larry Grossman, conocido por la obra A Doll's Life (Una vida de muñecas). 

## Producciones
Su estreno mundial fue el 26 de octubre de 2002 en el New Conservatory Theater Center de San Francisco, bajo la dirección artística de Ed Decker. Fue catalogado como una «secuela». Actores incluidos:
- Russ Duffy como Michael.
- Olen Christian Holm como Scott, un «chico bonito» que sale con Michael.
- Owen Thomas como Jason, un joven activista.
- Michael Patrick Gaffney como Emory.
- Will Huddleston como Harold.
- Peter Carlstrom como Donald, el alcohólico restante del grupo.
- Lewis Sims como Bernard.
- Andrew Nance como Larry, un maestro de escuela.[9]
- Terry Lamb como Hank.
- Rajiv Shah como Rick, un joven enfermero.

Estrenada oficialmente para la crítica teatral el 9 de noviembre de 2002, la obra consta de dos actos y tiene una duración de dos horas y veinte minutos. Rick Sinkkonen y Sarah Ellen Joynt se encargaron de la puesta en escena. La pieza estuvo en cartelera en San Francisco, hasta el 8 de diciembre.

## Recepción
Sobre el estreno de 2002, Variety señaló que la «falta de cambios significativos» en el comportamiento de los personajes, era uno de las principales dificultades que plantea la trama de la obra, y se preguntaba, por qué Michael, Harold, Emory y el otro personaje habían seguido siendo amigos, a pesar de años de deslealtades. Dennis Harvey, de Variety, lamentó que los personajes parecían haberse «resistido durante 35 años a tener un potencial cambio personal o social», y que seguían siendo unos solteros «depredadores», no aptos para mantener relaciones estables de largo plazo. También criticó lo que percibió como el uso de personajes como «portavoces del autor», cargados de sentimientos anticuados y racistas. La producción de Decker también fue criticada por su puesta en escena y el conjunto de apartamentos «mal concebidos». Eso sí, elogió al actor Russ Duffy por su excelente actuación, en el papel de un Michael convincentemente «venenoso, pero en ocasiones conmovedor».